# Oleh Romanyschyn

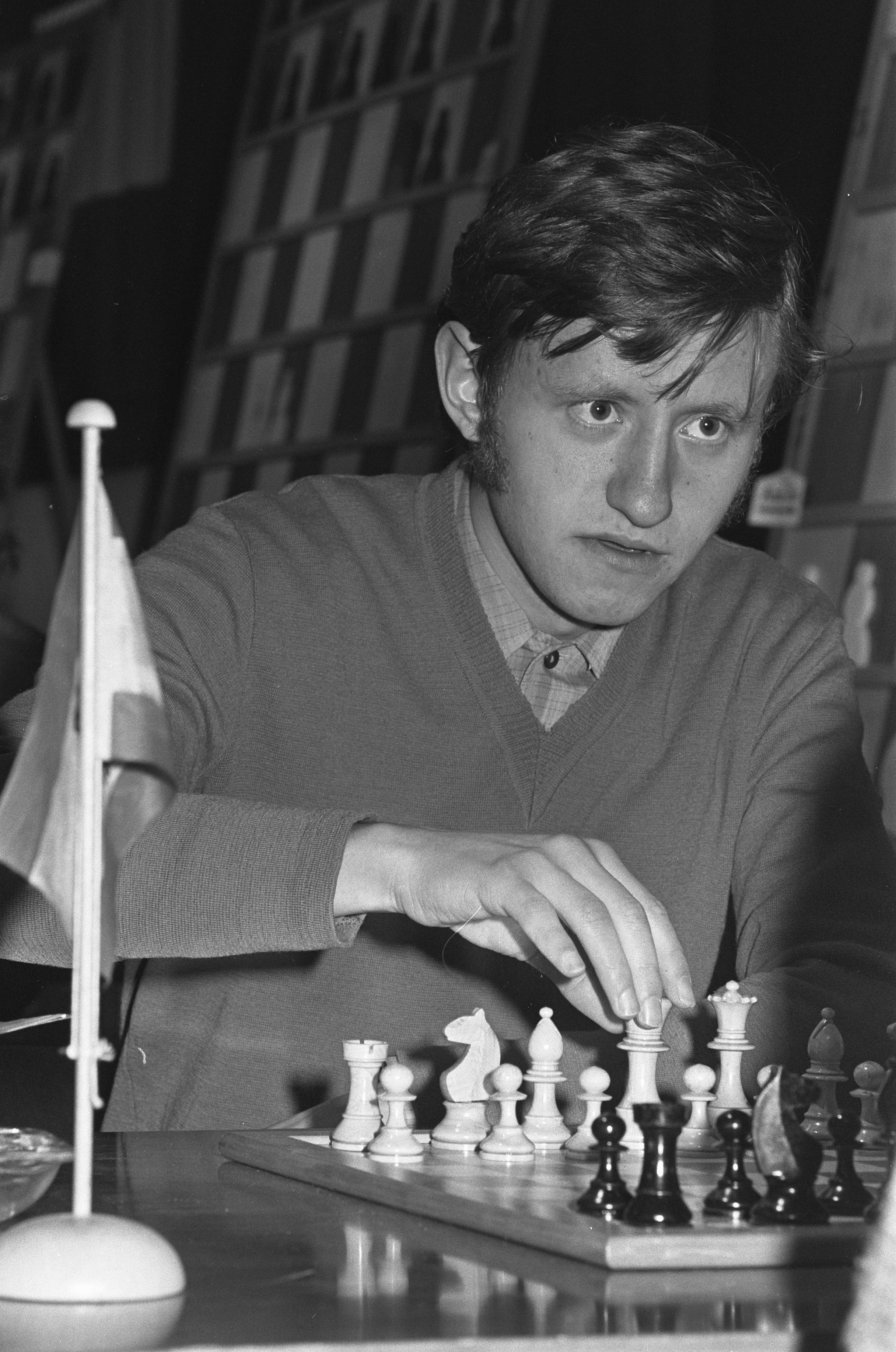
Oleh Romanyschyn 1972

Oleh Mychajlowytsch Romanyschyn (ukrainisch Олег Михайлович Романишин, oft auch in der russischen Namensform Oleg Romanischin; * 10. Januar 1952 in Lwiw) ist ein ukrainischer Schachspieler und seit 1976 Großmeister.

## Leben
In sowjetischer Zeit gehörte der Großmeister jahrelang zu den stärksten Spielern seines Landes. Er nahm regelmäßig an den jährlich ausgetragenen sowjetischen Einzelmeisterschaften teil. Dieses Turnier galt in der Schachwelt als der mit Abstand stärkste und härteste Wettbewerb seiner Art, und schon die Qualifikation für den Wettbewerb galt als Nachweis der absoluten Weltklasse eines Schachspielers.
Im Jahr 1973 gewann Romanyschyn die Junioren-Europameisterschaft in Groningen.
Ein großer Erfolg war schließlich der Sieg mit dem Team der Ukraine bei der Spartakiade der Völker der UdSSR im Jahre 1981.

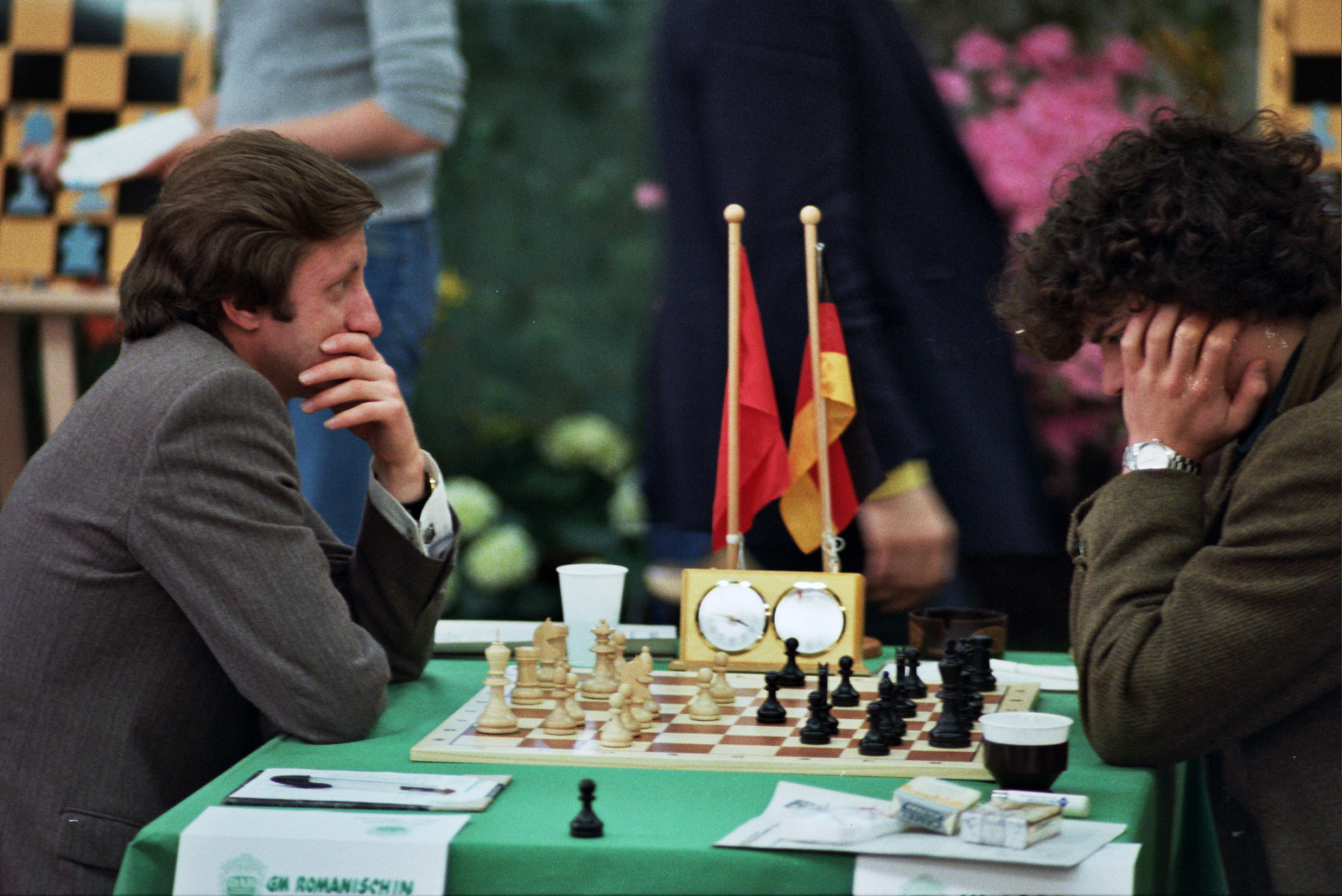
Oleh Romanyschyn – Eric Lobron Dortmunder Schachtage 1982.

Zu Siegen in bedeutenden internationalen Turnieren kam Romanyschyn 1969 in Antwerpen, 1975 in Novi Sad, 1976 in Jerewan und in Dortmund, 1977 in Hastings und Cienfuegos sowie Leningrad und Malgrat de Mar, 1979 in Gausdal, 1980 in Polanica-Zdrój, 1981 in Lwiw, 1983 in Jūrmala, 1985 in Moskau, 1985/86 in Reggio nell’Emilia. In den 1990er-Jahren kamen noch die Turniere in Debrecen 1990 und 1992 erneut in Polanica-Zdrój dazu. 1996 wurde er Zweiter beim Schachfestival Bad Wörishofen, hinter Karen Movsesjan und vor Alexander Khalifman.
Weiterhin nahm er auch am Kandidatenturnier 1994 zur Weltmeisterschaft teil, galt mithin als aussichtsreicher Anwärter auf den Titel. Er qualifizierte sich hierzu mit dem 3. Platz 1993 im PCA-Qualifikationsturnier in Groningen, schied dann im Viertelfinale gegen den späteren Sieger des Kandidatenturniers, den Inder Viswanathan Anand in New York aus.
Oleh Romanyschyn, ein ausgebildeter Germanist, lebt seit seiner Geburt in Lwiw (Lemberg), der größten westukrainischen Stadt in Galizien zu Füßen der Karpaten.
Romanyschyn hatte viele Eröffnungsideen. In der Moskauer Variante mit 3. Lb5+ Ld7 erfand Romanyschyn 4. c2–c4, in der Englischen Eröffnung mit 1. c4 Sf6 2. Sc3 e6 3. Sf3 b6 4. e4 Lb7 5. Lf1–d3.
Das Fianchetto-System 4. g2–g3 und 4. Dd1–c2 d7–d5 5. c4xd5 Dd8xd5 6. Sg1–f3 Dd5–f5! 7. Dc2xf5 e6xf5
(sowie die Romanischin-Psakhis-Variante 4. e2–e3 b7–b6 5. Sg1–e2 c7–c5 6. a2–a3 Lb4–a5 und das Romanischin-Gambit 4. Dd1–c2 d7–d5 5. a2–a3 Lb4xc3+ 6. Dc2xc3 c7–c5 7. d4xc5 d5–d4)
in der Nimzowitsch-Indischen Verteidigung wurden von ihm eingeführt.
Ferner der Aufbau mit 7. Dd1–c2 und 8. Tf1–d1 im g3-Königsinder nach 6. … Sb8–d7
sowie die Varianten 8. b2–b3 Ta8–b8 9. Lc1–b2 b7–b5 10. c4xb5 a6xb5 11. Tf1–e1 und 8. b2–b3 Ta8–b8 9. Sc3–d5 in der Panno-Variante des g3-Königsinders nach 6. … Sb8–c6 7. Sb1–c3 a7–a6.

## Nationalmannschaft
Mit der sowjetischen Nationalmannschaft nahm Romanyschyn an der Schacholympiade 1978 teil, bei der diese den zweiten Platz belegte. Nach dem Zerfall der Sowjetunion nahm er mit der ukrainischen Mannschaft an den Schacholympiaden 1992, 1994, 1996, 1998 und 2000 teil. Er erreichte in der Mannschaftswertung 1996 den zweiten, 1998 und 2000 jeweils den dritten Platz. Mit der Ukraine nahm er außerdem an den Mannschaftsweltmeisterschaften 1993, 1997 und 2001 teil, er gewann diese 2001 und erreichte 1993 den zweiten Platz. Insgesamt sechsmal nahm Romanyschyn an Mannschaftseuropameisterschaften teil. 1977, 1980 und 1983 gewann er mit der Sowjetunion, 1992, 1999 und 2001 vertrat er die Ukraine und erreichte als bestes Ergebnis 1992 den zweiten Platz. Beim zweiten Wettkampf UdSSR gegen den Rest der Welt 1984 hatte er als Ersatzspieler drei Einsätze für die sowjetische Mannschaft, er spielte Remis gegen John Nunn und Murray Chandler und unterlag Tony Miles.

## Vereine
Zu Zeiten der Sowjetunion spielte Romanyschyn bis 1980 für Avangard, mit denen er 1978 die sowjetische Vereinsmeisterschaft gewann später für Trud, mit denen er 1982 sowjetischer Vereinsmeister wurde und 1984 den European Club Cup gewann. In der ukrainischen Mannschaftsmeisterschaft spielte Romanyschyn 2002 für Carpathia Galicia Lwiw, mit denen er im selben Jahr auch am European Club Cup teilnahm, 2004 und 2005 für die Mannschaft der Nationalen Iwan-Franko-Universität Lwiw.
In Deutschland spielte er Anfang der 1990er Jahre für den Lübecker Schachverein von 1873 in der 2. Bundesliga, zwischenzeitlich beim SV 1920 Hofheim sowie in der Saison 2005/06 für den SC Kreuzberg in der 1. Bundesliga. In Ungarn spielte er von 2008 bis 2010 für den Budapesti Egyetemi Atlétikai Club.